# Raniban (Dailekh)
Raniban (nep. रानीवन) – gaun wikas samiti w zachodniej części Nepalu w strefie Bheri w dystrykcie Dailekh. Według nepalskiego spisu powszechnego z 2011 roku liczył on 747 gospodarstw domowych i 4433 mieszkańców (2368 kobiet i 2065 mężczyzn).